# Jochen Klein
Jochen Klein (* 1967 in Giengen; † 28. Juli 1997 in München) war ein deutscher Maler.

## Leben
Jochen Klein besuchte in Giengen das Margarete-Steiff-Gymnasium. Die Familie zog 1979 nach München. Dort studierte er bei Hans Baschang klassische Malerei an der Akademie der Bildenden Künste. Nach seinem Studienabschluss wandte er sich von der klassischen Malerei ab und widmete sich konzeptionellen Projekten. Er wurde Mitglied der New Yorker Konzept-Künstlergruppe Group Material, verfasste Texte zum Verhältnis von Ästhetik und Politik und beteiligte sich an sozialgeschichtlich ausgerichteten Ausstellungen zusammen mit seinem Künstlerkollegen und Freund Thomas Eggerer. 1995 zog er nach London und widmete sich bis zu seinem Tod, angeregt von Arbeiten des englischen Künstlers Richard Hamilton, der figurativen Malerei. In London arbeitete er im Umfeld der Künstler der Cubitt Gallery. Einige Ausstellungen inszenierte er zusammen mit seinem Lebensgefährten, dem Fotografen Wolfgang Tillmans, der auch seinen künstlerischen Nachlass verwaltet. Erst sieben Wochen vor seinem Tod (1997) erfuhr Jochen Klein von seiner AIDS-Erkrankung.

## Künstlerisches Schaffen
Wichtig sind Kleins figurative Arbeiten, die in seinen letzten Lebensjahren 1995 bis 1997 entstanden. Acht dieser Gemälde befinden sich im Besitz der Münchner Pinakothek der Moderne. Die Bilder dieser Phase zeigen idyllisch wirkende Landschaftsszenen, in denen sich vereinzelt real gemalte Menschen befinden, die im Gegensatz zu einem fast abstrakt stilisierten Hintergrund stehen. „Neben dem assoziativen Potential, das sich im Ineinanderfließen von erotisch gesüßten Pleinair-Träumereien und undurchsichtigen Schmuddelecken anhäuft, lassen die Gemälde raffiniertes bildtechnisches Experimentieren erkennen“, urteilt die Frankfurter Allgemeine Zeitung und meint, dass Kleins pastellfarbener Kitsch als „Giftspritze des Trivialen präzis den Nerv ästhetischer Correctness“ trifft.

## Ausstellungen
- 2023: Macro-Museum, Rom
- 2017: Galerie Buchholz, New York
- 2008: Pinakothek der Moderne, München
- 2007: New Art Gallery, Walsall (GB)
- 2004/2005: Galerie Buchholz, Köln
- 2004: UCLA Hammer Museum, Los Angeles
- 2002: Neue Gesellschaft für bildende Kunst, Berlin
- 1998: Kunstraum München und Cubitt, London
- 1997: Galerie Buchholz, Köln
- 1997: Kunsthalle Nürnberg

## Sekundärliteratur
- Helmut Draxler: Jochen Klein. In: „Jochen Klein“. König, Köln 1998. ISBN 3-88375-334-3.
- Manfred Hermes: Past Present Tension”. In: Peter Doig: Jochen Klein. Galerie Buchholz, Köln 2006. S. 5–10.
- Oliver Koerner von Gustorf: Befleckte Idyllen. In: „Tageszeitung“ vom 6. Februar 2002.
- Stefanie Lehnert: Klein in München. „Pinakothek“ würdigt Giengener Künstler. In: „Heidenheimer Zeitung“ vom 12. April 2008.
- Nanna Lüth und Carmen Mörsch: Unterbrochene Karrieren. Partnerschaften. In: „Springerin. Hefte für Gegenwartskunst“. Nr. 2/2002. Folio, Wien 2002. ISSN 1029-1830.
- Brita Sachs: Giftspritze des Trivialen. In: „Frankfurter Allgemeine Zeitung“ vom 17. April 2008.
- Wolfgang Tillmans: Vorwort. In: „Jochen Klein“. König, Köln 1998. ISBN 3-88375-334-3.
- Amelie von Wulffen: Ein Nachruf auf Jochen Klein. in: „Springer. Hefte für Gegenwartskunst“. Nr. 3/1997. Springer, Wien 1997. ISSN 0947-5427, S. 65.
- Bernhard Schwenk, Pinakothek der Moderne und Wolfgang Tillmanns (Hrsg.): Jochen Klein, München 2011, ISBN 978-3-7757-2808-9.